# Горячева, Наталья Геннадьевна
Наталья Геннадьевна Горячева (25 января 1968; Красноармейск, Саратовская область, РСФСР, СССР) — российская артистка краевого государственного автономного учреждения культуры Красноярского драматического театра им. А. С. Пушкина. Народная артистка Российской Федерации (2023).

## Биография
Родилась 25 января 1968 года в Красноармейске Саратовской области.
В 1993 году Горячева окончила Новосибирское театральное училище. По окончании учёбы в училище стала солисткой Красноярского театра музыкальной комедии. Играла различные поставленные роли Красноярским театром оперы и балета. В 2008 году завершила учёбу в Новосибирском театральном институте, а с 2009 года начинает играть в Красноярском драматическом театре им. А. С. Пушкина от классических до современных постановок. Также играла и в авторских проектах.
Является неоднократным лауреатом премии и фестиваля Красноярского края «Театральная весна». Был вручён приз симпатий жюри V Межрегионального фестиваля «Сибирский транзит», была победа в премии «Новация» II Межрегионального фестиваля «Ново-Сибирский транзит», играя Настю в спектакле «Малыш» М. Ивашкявичуса, забрав приз зрительских симпатий в 2008 и 2012 годах. Номинант театральной премии 2013-го года «Золотая маска» за исполнение роли Алисы Галло в спектакле «Путешествие Алисы в Швейцарию». В 2007 году Горячевой было присвоено звание Заслуженного артиста Российской Федерации, в 2023 году было присвоено звание Народного артиста Российской Федерации. Продолжает служить театру.

## Звания и награды
- 2007 — почётное звание «Заслуженный артист Российской Федерации»[2]
- 2023 — почётное звание «Народный артист Российской Федерации»[3][4][1]